# Ponta do Seixas

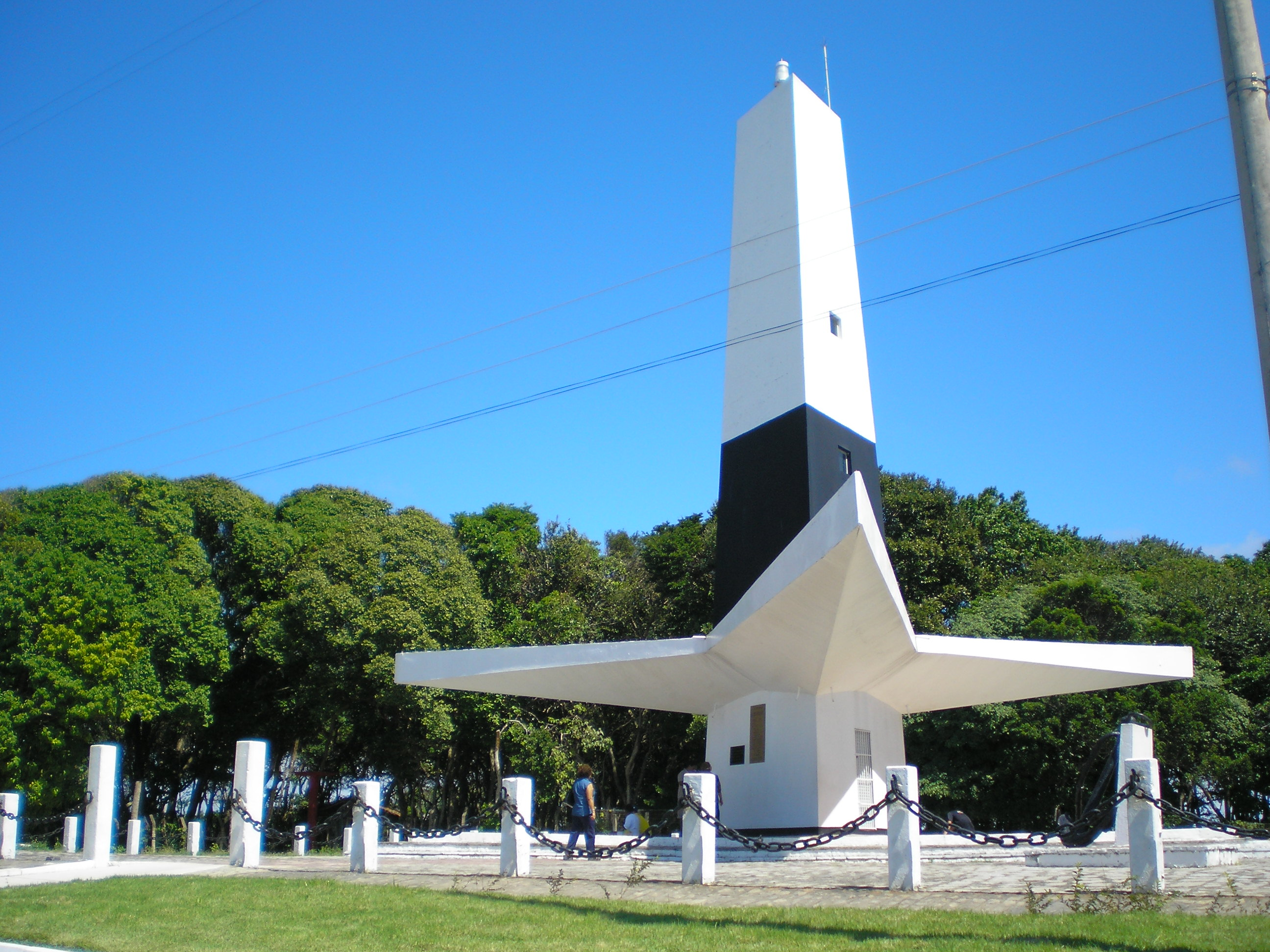
Vuurtoren

De Ponta do Seixas is een kaap die het meest oostelijke punt van Brazilië en van het Amerikaanse continent vormt. Het ligt 14 kilometer van het centrum van de stad João Pessoa in de staat Paraíba, op het strand van Seixas. Er bevindt zich een vuurtoren, de Farol do Cabo Branco.
Van alle Braziliaanse extreme punten is de Ponta do Seixas het enige die gelijktijdig een extreem punt van het land en van het continent is.
Velen verwisselen de Ponta do Seixas met Cabo Branco, dit zijn twee verschillende formaties. De Ponta do Seixas vormt het meest oostelijke punt van het Amerikaans vasteland en niet de Cabo Branco. De Ponta do Seixas is een uitgestrekt landvlak ten zuiden van de barrière dat zich uitstrekt naar het oosten.
De plaats wordt door veel toeristen bezocht.

## Vuurtoren
Bovenaan de Ponta dos Seixas, op een constant door de golven eroderende afgrond, ligt de vuurtoren van Cabo Branco uit 1972. Hij is 46 meter hoog en heeft drie puntige, agave-vormige uitsteeksels op enkele meters hoogte. De vuurtoren biedt een goed uitzicht op de zuidkust van João Pessoa en de Atlantische Oceaan.
Naast de vuurtoren werd een modern gebouwencomplex opgetrokken naar het ontwerp van architect Oscar Niemeyer, bekend als 'Estação Cabo Branco – Ciência, Cultura e Artes' (Station Cabo Branco – Wetenschap, Cultuur en Kunst). Het complex werd ingehuldigd op 3 juli 2008 en beschikt over meer dan 8500 m² bebouwde oppervlakte in de buurt van Cabo Branco. Het complex is gewijd aan cultuur, kunst, wetenschap en technologie.

## Wetenswaardigheden
Vanwege zijn unieke karakter heeft het gebied gediend als titel van het liedje "Ponta do Seixas", opgenomen in 1980 op het album Estilhaços van zangeres Cátia de França.